# عبد الحميد بوشوك
عبد الحميد بوشوك لاعب كرة قدم جزائري ولد في سنة 1927 بمدينة عزابة (قسنطينة، الجزائر) وتوفي في 9 أكتوبر 2004 بتولوز (فرنسا). تميز بوشوك بجسمه الصغير (1.67 م و 66 كغ) وبمركزه كلاعب على الأجنحة. لعب لفريق اولمبيك مارسيليا ونادي تولوز.
شارك في المواجهة الكروية التاريخية لفرنسا ضد لاعبي شمال أفريقيا، الذي رتب له اثر زلزال الأصنام (Orléansville) سنة 1954.
في سنة 1958، التحق بفريق جبهة التحرير الوطني لكرة القدم ليساهم رفقة زملائه اللاعبين الجزائريين في الكفاح من أجل استقلال الجزائر عن الاحتلال الفرنسي. شغل لاحقا مدير الرياضات في وزارة الشباب والرياضة لحكومة الجزائر المستقلة.

## مشواره الكروي
- 1948-1949 : نادي FC Sète
- 1949-1951 : اولمبيك مارسيليا (Olympique de Marseille)
- 1951-1958 : نادي تولوز (Toulouse FC)

## الإنجازات
- فائز بكأس فرنسا سنة 1957 مع نادي تولوز الفرنسي
- فائز ببطولة فرنسا الدرجة الثانية مع نادي تولوز الفرنسي سنة 1953.

## المصدر
- Marc Barreaud, Dictionnaire des footballeurs étrangers du championnat professionnel français (1932-1997), l'Harmattan, 1997.

## وصلات خارجية
- عبد الحميد بوشوك على موقع قاعدة بيانات كرة القدم.إي يو (الإنجليزية)

- (بالفرنسية) صفحة عن اللاعب على موقع footballdatabase.eu.